# Tobin Lake
Tobin Lake är en sjö i Kanada.   Den ligger i provinsen Saskatchewan, i den centrala delen av landet, 2 200 km väster om huvudstaden Ottawa. Tobin Lake ligger 309 meter över havet. Arean är 269 kvadratkilometer. Den sträcker sig 21,9 kilometer i nord-sydlig riktning, och 31,1 kilometer i öst-västlig riktning.
Trakten runt Tobin Lake är nära nog obefolkad, med mindre än två invånare per kvadratkilometer.